# Кубок Болгарії з футболу 1995—1996
Кубок Болгарії з футболу 1995—1996 — 56-й розіграш кубкового футбольного турніру в Болгарії. Титул всьоме здобула Славія (Софія).

## Календар
| Раунд        | Дата                          | Матчі | Клуби   |
| ------------ | ----------------------------- | ----- | ------- |
| Перший раунд | 25 жовтня 1995                | 16    | 48 → 32 |
| 1/16 фіналу  | 7-8 листопада 1995            | 16    | 32 → 16 |
| 1/8 фіналу   | 29 листопада - 16 грудня 1995 | 16    | 16 → 8  |
| 1/4 фіналу   | 5-20 березня 1996             | 8     | 8 → 4   |
| 1/2 фіналу   | 3-17 квітня 1996              | 4     | 4 → 2   |
| Фінал        | 1 травня 1996                 | 1     | 2 → 1   |

## Перший раунд
| Команда 1                | Рахунок      | Команда 2                         |
| ------------------------ | ------------ | --------------------------------- |
| 25 жовтня 1995           |              |                                   |
| Септемврі (Софія) (2)    | 3:2          | Локомотив (Горішня Оряховиця) (2) |
| Черно море (Варна) (2)   | 2:1          | Міньор (Перник) (2)               |
| Академік (Софія) (2)     | 2:0          | Пирин (Благоєвград) (2)           |
| Хебир (Пазарджик) (2)    | 0:2          | Чардафон (Габрово) (2)            |
| Порт 93 (Варна) (4)      | 0:0 пен. 3:4 | Локомотив (Русе) (2)              |
| Атлетик (Велинград) (4)  | 2:0          | Хан Аспарух (Ісперих) (2)         |
| Олімпік (Твирдиця) (3)   | 1:2          | Сторгозія (Плевен) (2)            |
| Чирпан (2)               | 3:1          | Беласиця (Петрич) (2)             |
| Вихрен (Санданський) (3) | 2:1          | Арда (Кирджалі) (2)               |
| Спартак (Плевен) (2)     | 2:1          | Дунав (Русе) (2)                  |
| Бенковські (Бяла) (3)    | 1:1 пен. 6:5 | Чавдар (Бяла Слатина) (3)         |
| Аксент (Гурково) (4)     | 3:2          | Берое (Стара Загора) (2)          |
| Гігант (Белене) (3)      | 2:1          | Олімпік (Галата) (2)              |
| Чорноморець (Бургас) (3) | 1:4 дч       | Мариця (Пловдив) (2)              |
| Металург (Перник) (3)    | 4:1 дч       | ЦАСШ (Софія) (4)                  |
| Лудогорець (Разград) (3) | 2:1          | Хасково (2)                       |

## 1/16 фіналу
| Команда 1                | Рахунок | Команда 2              |
| ------------------------ | ------- | ---------------------- |
| 7 листопада 1995         |         |                        |
| Спартак (Плевен) (2)     | 2:5     | Славія (Софія)         |
| 8 листопада 1995         |         |                        |
| Аксент (Гурково) (4)     | 1:6     | ЦСКА (Софія)           |
| Атлетик (Велинград) (4)  | 7:1     | Раковскі (Русе)        |
| Гігант (Белене) (3)      | 0:4     | Локомотив (Пловдив)    |
| Бенковські (Бяла) (3)    | 0:7     | Локомотив (Софія)      |
| Вихрен (Санданський) (3) | 0:1     | Нафтохімік (Бургас)    |
| Металург (Перник) (3)    | 1:0     | Ботев (Пловдив)        |
| Лудогорець (Разград) (3) | 0:1     | Спартак (Пловдив)      |
| Мариця (Пловдив) (2)     | 3:2     | Монтана                |
| Септемврі (Софія) (2)    | 3:1     | Ловеч                  |
| Левські (Софія)          | 2:0     | Черно море (Варна) (2) |
| Шумен                    | 1:0     | Академік (Софія) (2)   |
| Спартак (Варна)          | 6:1     | Чардафон (Габрово) (2) |
| Етир (Велико-Тирново)    | 4:1     | Локомотив (Русе) (2)   |
| Сторгозія (Плевен) (2)   | 1:2     | Левскі (Кюстендил)     |
| Чирпан (2)               | 2:0     | Добруджа (Добрич)      |

## 1/8 фіналу
| Команда 1                   | Заг.         | Команда 2             | 1-й матч | 2-й матч |
| --------------------------- | ------------ | --------------------- | -------- | -------- |
| 29 листопада/9 грудня 1996  |              |                       |          |          |
| Локомотив (Софія)           | 5:3          | Левскі (Кюстендил)    | 5:1      | 0:2      |
| Спартак (Варна)             | 3:6          | Левські (Софія)       | 2:2      | 1:4      |
| Славія (Софія)              | 4:0          | Шумен                 | 4:0      | 0:0      |
| ЦСКА (Софія)                | 6:0          | Етир (Велико-Тирново) | 3:0      | 3:0      |
| 29 листопада/16 грудня 1996 |              |                       |          |          |
| Атлетик (Велинград) (4)     | 1:4          | Нафтохімік (Бургас)   | 1:1      | 0:3      |
| Металург (Перник) (3)       | 3:3 (ч)      | Чирпан (2)            | 2:0      | 1:3      |
| Мариця (Пловдив) (2)        | 3:3 пен. 6:7 | Локомотив (Пловдив)   | 2:1      | 1:2      |
| Спартак (Пловдив)           | 5:1          | Септемврі (Софія) (2) | 3:0      | 2:1      |

## 1/4 фіналу
| Команда 1         | Заг. | Команда 2             | 1-й матч | 2-й матч |
| ----------------- | ---- | --------------------- | -------- | -------- |
| 5/20 березня 1996 |      |                       |          |          |
| Левські (Софія)   | 7:2  | Локомотив (Софія)     | 2:0      | 5:2      |
| 6/20 березня 1996 |      |                       |          |          |
| ЦСКА (Софія)      | 5:2  | Нафтохімік (Бургас)   | 3:0      | 2:2      |
| Славія (Софія)    | 4:1  | Металург (Перник) (3) | 4:1      | 0:0      |
| Спартак (Пловдив) | 1:2  | Локомотив (Пловдив)   | 0:1      | 1:1      |

## 1/2 фіналу
| Команда 1           | Заг. | Команда 2      | 1-й матч | 2-й матч |
| ------------------- | ---- | -------------- | -------- | -------- |
| 3/17 квітня 1996    |      |                |          |          |
| Левські (Софія)     | 5:2  | ЦСКА (Софія)   | 1:0      | 4:2      |
| Локомотив (Пловдив) | 1:4  | Славія (Софія) | 0:2      | 1:2      |

## Фінал
Матч був зупинений на 75-й хвилині із рахунком 1:0 на користь «Славії». Незадоволений суддівством президент «Левські» Томас Лафчис забрав команду з поля. Болгарський футбольний союз присудив перемогу «Славії» з рахунком 4:0.
| 1 травня 1996 |

| Левські (Софія) | 0:4      | Славія (Софія) |
| --------------- | -------- | -------------- |
|                 | Протокол | Кіров 35'      |

| «Васил Левський», Софія Глядачів: 20 000 Арбітр: Мітко Мітрев |